# Victoria Pujolar Amat

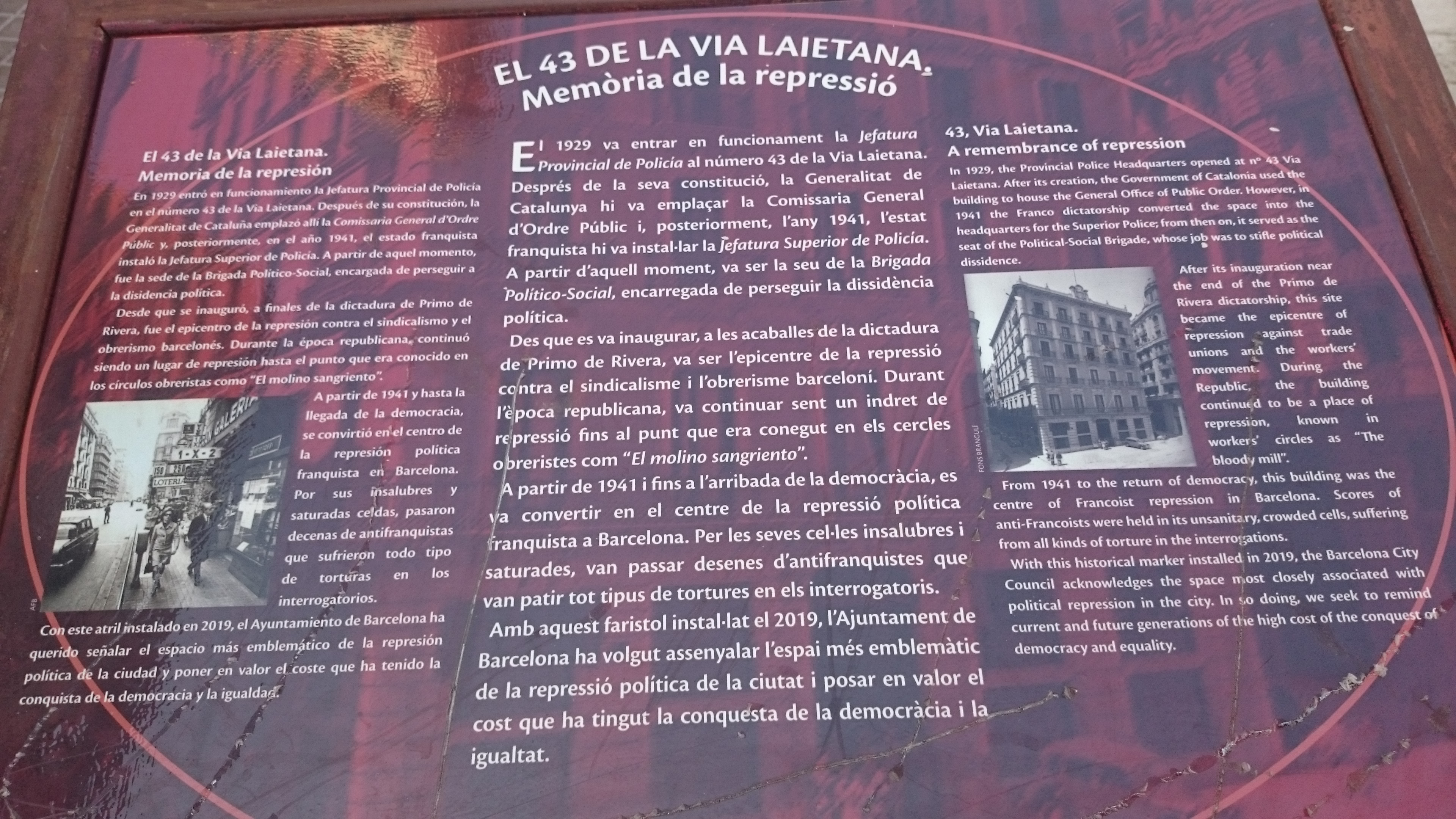
Atril explicativo para la memoria histórica. Comisaría de la Vía Layetana de Barcelona

Victoria Pujolar Amat (Barcelona, 26 de julio de 1921 - Madrid, 24 de junio de 2017) fue una activista republicana española, militante del Partido Socialista Unificado de Cataluña. Represaliada por el franquismo, sufrió torturas, prisión y exilio. Vivió en Francia, Checoslovaquia y Rumanía . Nunca abandonó la lucha política y fue la primera voz en catalán de la clandestina Radio España Independiente, conocida popularmente como La Pirenaica, con sede en Bucarest . También fue deportista y pintora.

## Biografía
Victoria Pujolar Amat nació en Barcelona en 1921 en el seno de una familia progresista. Su padre Joan Pujoar Marich era empleado de la Generalidad de Cataluña y su madre Merè Amat Duran trabaja en el Registro Civil. Le gustaba mucho el arte y el deporte. Estudió primaria en la Mutua Escolar Blanquerna, y el bachillerato en el Instituto Escuela de la Barceloneta. Vivió la guerra y los bombardeos sobre Barcelona. En 1939, con la derrota del bando republicano, se exilió con sus padres a Toulouse. Bajo la ocupación alemana, fue interceptada sin papeles e internada en el campo de concentración de Récébédou, al sur de Toulouse, de donde logró escapar con su hermana y su madre. Ingresó en las Juventudes Socialistas Unificadas del PSUC y en 1944 regresó a Barcelona para unirse a la resistencia antifascista. Encontró trabajo en la redacción del primer diccionario Vox y después en el estudio gráfico de la Editorial Bruguera. Fue nombrada secretaria general de la JSUC y, con el seudónimo de Anna y su elegante aspecto de Chica del Eixample, logró pasar desapercibida y organizar los contactos de la guerrilla en la ciudad. Una delación propició su detención y la caída de numerosos militantes, entre ellos el guerrillero Francesc Serrat Pujolar Sisquet, jefe de la JSU, que más tarde fue fusilado. Conducida a los sótanos de la comisaría de Vía Layetana, fue interrogada, vejada y torturada por los hermanos Vicente y Antonio Juan Creix, siniestros policías de la Brigada Político-Social a las órdenes del comisario Eduardo Quintela .
Ingresada en la Cárcel de Mujeres de Les Corts durante más de un año a la espera de juicio, ejerció un importante liderazgo entre las internas, promoviendo la práctica del deporte y convirtiéndose en capitana del equipo de baloncesto de la cárcel. También pintó los decorados de algunas representaciones teatrales que organizaban las monjas en las fiestas señaladas. Coincidió, entre otros, con las comunistas Tomasa Cuevas, Isabel Vicente García, Angela Ramis y la madrileña Adelaida Abarca Izquierdo del expediente de Las Trece Rosas, que redimía pena con el trabajo y prestaba servicio en las oficinas de la Cárcel. Este hecho y los contactos que mantenían con miembros del Partido en el interior y en el exterior del penal, permitió planificar la fuga de Victoria, con ocasión de su traslado a Madrid para ser sometida a consejo de guerra. Poco tiempo después, también huyeron Adelaida Abarca y Ángela Ramis.
Con la complicidad de amigos y familiares, Pujolar logró atravesar la frontera francesa y llegar a Toulouse, en casa de sus padres. En 1947 conoció al periodista y dirigente comunista Federico Melchor Fernández, que acababa de regresar del exilio en México , se casaron y tuvieron cuatro hijos.
Se habían establecido en París, cuando en el marco de la Guerra Fría, el Gobierno francés expulsó del país a todos los dirigentes comunistas extranjeros. Decidieron emigrar a Praga, donde coincidieron con Teresa Pàmies . Después, Federico Melchor fue llamado a Bucarest (Rumanía) para dirigir Radio España Independiente (REI) y allí coincidieron con el colectivo de catalanes, entre ellos Josep Bonifaci i Mora y más tarde Jordi Solé Tura.
El responsable de la emisión en catalán, Emili Vilaseca, sugirió a Pujolar que hiciera una prueba de voz, convirtiéndose así en la primera locutora, que con el apodo de Montserrat Canigó, se dirigió en lengua catalana a los oyentes de la clandestina Radio Pirenaica, trabajo que alternó durante años con los estudios de pintura y bellas artes en el Instituto Universitario Nikolae Grigorescu de Bucarest.

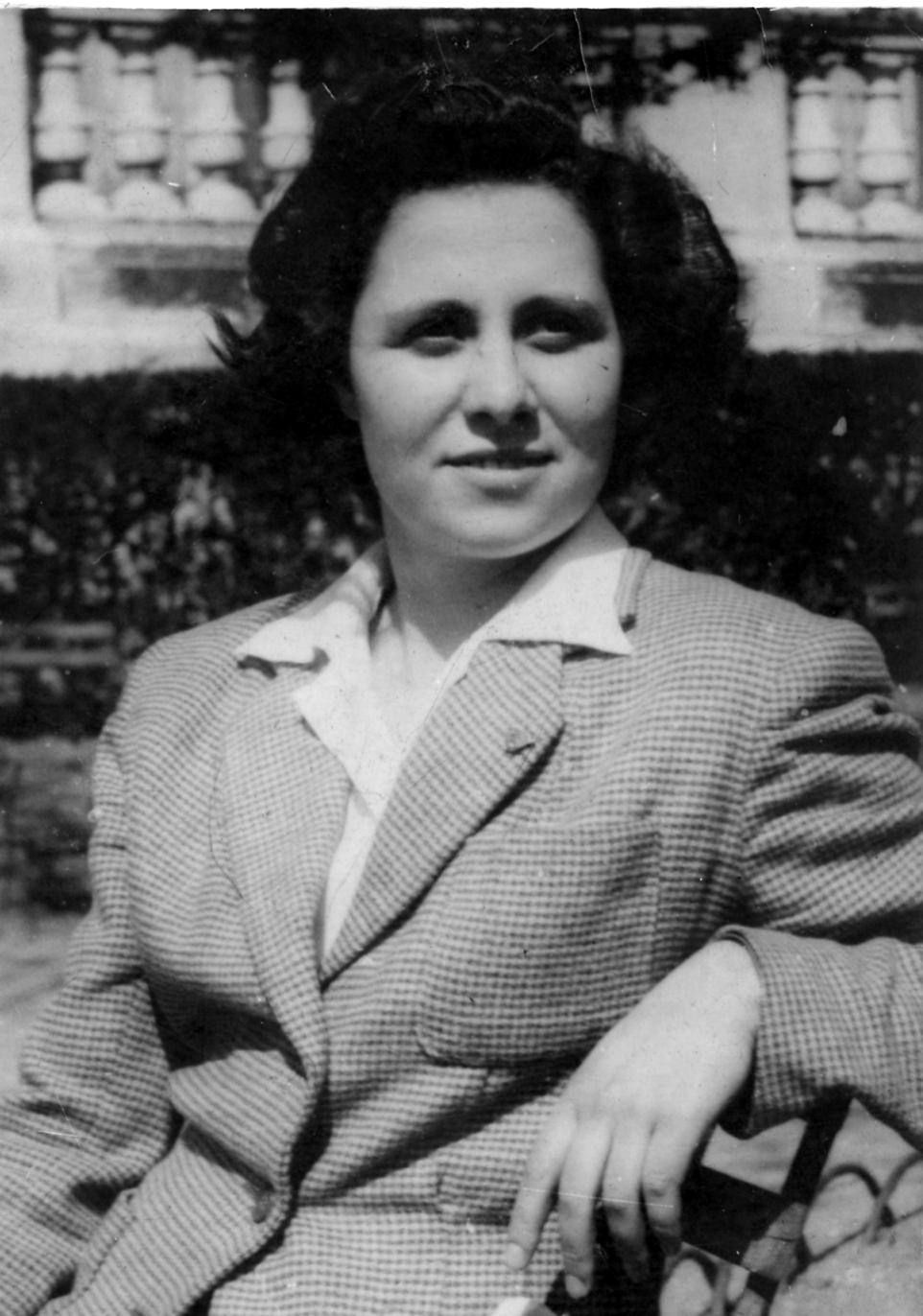
Victoria Amat en una fotografía de Francesc Boix en 1947

En 1966 la familia regresó a París y Pujolar colaboró con Dolores Ibarruri e Irene Falcón compaginando Mujeres Españolas Antifascistas y trabajó de maquetadora e ilustradora en la redacción de Mundo Obrero hasta 1974 . La muerte del dictador Francisco Franco abrió el camino a la transición política española . La legalización del PCE permitió al matrimonio trasladarse a Madrid. Federico Melchor continuó dirigiendo a Mundo Obrero y formó parte del Comité Ejecutivo del Partido Comunista de España hasta 1985, en que murió. Ella se dedicó de lleno a la pintura y realizó tres exposiciones retrospectivas, en París en 1992, en la Sala Blanquerna de Madrid en 2002 y en la biblioteca Francesca Bonnemaison de Barcelona en 2005

## Reconocimiento y memoria
Su hijo, el cineasta francés Jorge Amat, le dedicó en el 2016 el documental La memoria rota. 
En 2021 el Instituto Catalán de las Mujeres promovió la conmemoración del centenario de su nacimiento, que el Gobierno de la Generalidad de Cataluña aprobó celebrar de forma oficial con diferentes iniciativas, entre ellas la edición de un libro biográfico y diversas exposiciones . En este marco, en enero de 2022 se inauguró la exposición de su obra pictórica «Victoria Pujolar Amat. Diari Íntim» en la sede de la Fundación Felícia Fuster de Barcelona, comisariada por la historiadora del arte Esther Rodríguez Biosca.
La periodista Elvira Altés fue comisaria del Año Victoria Pujolar Amat y autora de los contenidos de la exposición.